# Richard Fifer
Richard Glenn Fifer Carles, (nacido el 23 de enero de 1957 en el Hospital Militar Gorgas, Zona del Canal de Panamá) es un empresario y político panameño.

## Primeros años
Es hijo del Sr. Richard Glenn Fifer Witte y la Sra. Celina Carles Montenegro.
Asistió a la escuela primaria St. Mary's en la antigua Zona del Canal y continuó el noveno grado en la escuela Curundu Junior High para luego completar en 1974 su educación secundaria en Balboa High School. Obtuvo su primer licenciatura en Geología de la Universidad de Utah y luego se graduó de Ingeniería geofísica en la Universidad de Rice. Finalmente obtuvo una maestría en Finanzas de la Universidad de Tulane.[cita requerida]

## Como empresario
Durante sus primeros años como profesional, lideró un grupo de científicos en el desarrollo de nuevos modelos para la exploración de petróleo y gas en el golfo de México, Venezuela y Argentina. También trabajó en el procesamiento de centros relacionados con la industria petrolera, todas afiliadas operacionales de PDVSA (Petróleos de Venezuela) incluyendo ciudades como Caracas, Puerto La Cruz y Maracaibo, en PEMEX (Petróleos de México), Trinidad y Tobago y compañía HOCOL (Shell) en Cartagena, Colombia (1981-1987). 
En 1986, creó un proyecto minero en Panamá con la ayuda de Canadá, donde convenció a un grupo de inversionistas en unirse al proyecto. Con el inicio del desarrollo de la industria minera en Panamá, continuó la búsqueda de apoyo financiero para iniciar formalmente su emprendimiento minero en la provincia de Coclé.
Un año más tarde, creó la compañía de Adrian Resources que llevó a cabo la exploración detallada del proyecto. Estos esfuerzos resultaron ser fructíferos cuando entre 1990 y 1995 dos importantes yacimientos de oro y cobre fueron identificados, así como áreas contenientes de cantidades significativas de plata y molibdeno. Estos hallazgos demostraron la existencia mineral en la propiedad de la empresa y en 1997 el gobierno panameño emitió la concesión de la empresa para la extracción de sus recursos y en 2004, la empresa minera Petaquilla Minerals Ltd. y sus operaciones despegaron.

## Experiencia
Como expresidente y Director Ejecutivo de Petaquilla Minerals Ltd, ha participado en el proyecto minero desde su comienzo. También Fue parte de la Junta Directiva de Petaquilla Minerals Ltd. en más de una ocasión.
Petaquilla Minerals Ltd. es una empresa de exploración minera canadiense cuyas acciones se cotizan en la bolsa de valores de Toronto (PTQ) y en los Estados Unidos en la bolsa de valores OTC/BB (PTQMF).
En 1993, se involucró en la política y entre 1999 y 2002 fue designado gobernador de la provincia de Coclé durante el periodo presidencial de Mireya Moscoso. A disposición del Ministerio de Relaciones Exteriores en Panamá, fue embajador plenipotenciario desde marzo de 2002 a septiembre de 2003. Luego regresó a colaborar en la industria minera como Presidente de CODEMIN (Corporación de Desarrollo Minero), la compañía minera del Estado Panameño. Asumió el papel de Consejero de Seguridad Nacional del Presidente de 1999 a 2002.
Es el fundador de Grupo Geo formado por siete compañías que proporcionan servicios y productos para diversas industrias, tales como aquellas involucradas en el petróleo, la aviación, minería, reforestación y tecnología. Actualmente también es Presidente y Director de otra empresa, GEOINFO INTERNATIONAL, S. a., una empresa que opera en Panamá a través de su compañía afiliada, GEOINFO, S.A, dedicada a la implementación de tecnologías que integran de sistemas de información geográfica e inteligencia del negocios en la República de Panamá. 

## Responsabilidad social
Recientemente, ha creado la Fundación Castilla de Oro que promueve el desarrollo sostenible de las comunidades rurales en las provincias centrales de Panamá. Su objetivo es promover proyectos y proporcionar estructuras que convertirán a la región en un destino de turismo cultural de primer orden donde la riqueza y el bienestar producidos directamente beneficiarán al pueblo. Es una entidad sin fines de lucro llamada Castilla Del Oro porque las iniciativas que se está desarrollando actualmente tienen lugar en una zona que la Corona Española nominó "Castilla de Oro" que comprende de las siguientes provincias de la República de Panamá: Coclé, Veraguas, Herrera, Los Santos y Colón.

## Controversia

### Acusaciones de peculado
Fifer fue acusado en 2005 por peculado y delitos contra la administración pública, al haber sustraído 68 mil dólares del presupuesto de la gobernación y 47 mil dólares de una donación hecha por el gobierno español, mientras fungía como gobernador de Coclé. En febrero de 2005 se emitió una orden de captura tanto a Fifer como al exvicegobernador Héctor Álvarez por solicitud del entonces gobernador Darío Fernández, aunque los abogados de Fifer interpusieron un habeas corpus que impidió su arresto y el propio Fifer devolvió todo el dinero sustraído, quedando en una medida cautelar de país por cárcel.

### Impagos a trabajadores e insolvencia
En octubre de 2014 se reportó que la empresa Petaquilla Minerals no había cumplido con el pago de prestaciones laborales a 605 trabajadores. El ministro de Trabajo y Desarrollo Laboral, Luis Ernesto Carles, dijo que la compañía adeudaba unos 3,5 millones de dólares a los trabajadores. Sin embargo, en una publicación de la empresa del 31 de marzo de 2014 se reportó que los seis altos cargos de gerencia de la empresa (presidente, oficiales y directores) habían recibido casi tres millones de dólares de salarios y beneficios en los últimos 9 meses, correspondiente a casi $4 millones en 12 meses.
De acuerdo con su perfil en Forbes, en el año 2013 la compensación total de Richard Fifer en su función de director sobrepasó el millón de dólares, o sea una cuarta parte de todos los salarios y beneficios de la gerencia. Adicionalmente en el reporte económico de la compañía señaló que en los últimos nueve meses la compañía había comprado bienes y servicios por aproximadamente 459 mil dólares de empresas controladas por Richard Fifer. En el mismo período de 9 meses (1 de julio de 2013 hasta 31 de marzo de 2014) la compañía registró pérdidas por casi 23 millones de dólares, de los cuales $11,6 millones fueron en el primer trimestre de 2014.
El 8 de diciembre de 2014, el Ministerio de Trabajo y Desarrollo Laboral de Panamá anunció que liquidaría los bienes de la empresa Petaquilla Minerals que mantiene en secuestro, tras la negativa de Richard Fifer de pagar los salarios caídos de 605 trabajadores. Respecto a la cuantía de los bienes, se afirmó que “los activos de la empresa superan las deudas existentes 15 veces más".
La compañía había informado que no ha recibido los fondos del préstamo que acordó por 60 millones de dólares con el fondo de inversiones estadounidense Imppetrol Investment S.A. Petaquilla Minerals habría asegurado que tiene 152 mil onzas de oro sin procesar en sus depósitos, y una vez retome la operación en Molejón produciría 4 mil onzas de oro anuales. A la fecha, 152 mil onzas de oro habrían representado un valor de USD 182 millones, pero en el documento económico de la compañía había declarado sólo productos acabados por 14.246 dólares y "Stockpiled ore" (mena almacenada) por USD 46,720.828. Esta cantidad corresponde solo al 25.7% del valor afirmado.
En su balance, la compañía había declarado un valor contable de 32.234.258 dólares.
Entre febrero de 2011 y diciembre de 2014, el precio de las acciones de la compañía había caído de 1.23 dólares a 0.03 dólares, dando a la compañía un valor de mercado de 6,58 millones de dólares al cierre del 8 de diciembre de 2014, correspondiente a poco más del 20% del valor contable afirmado.
Adicionalmente, la empresa no cumplió con entregar sus informes financieros a la British Columbia Securities Commission en Canadá, y de igual modo la Bolsa de Valores de Toronto dio un plazo hasta el 26 de enero de 2015 para ponerse al día con las normas bursátiles o Petaquilla Gold (PTQ) terminaría fuera de la bolsa. En Panamá, en enero de 2015 la Caja de Seguro Social interpuso una acción penal contra la compañía por no pagar la cuota de seguro social a sus trabajadores. Así mismo, el Ministerio de Comercio e Industrias anunció la revisión de la concesión y no descartó su cancelación, por la paralización de la extracción de oro desde diciembre de 2013; así como el no pago de los impuestos municipales al distrito de Donoso desde 2013.
El paradero de Fifer fue desconocido desde septiembre de 2015, donde se ausentó de los procesos judiciales contra la empresa, y se solicitó a Interpol su captura. Finalmente, el 25 de febrero de 2016 fue detenido en Colombia por autoridades migratorias y trasladado a Panamá. Fifer se mantuvo detenido hasta el 22 de agosto de 2016, cuando la jueza de garantías Argelia Herrera, otorgó una libertad condicional con impedimiento de salida de Panamá, a la espera de la realización de un juicio sobre los impagos, mientras que la defensa de Fifer logró un acuerdo con la Caja de Seguro Social para el pago del seguro social.

### Condena y arresto
El 11 de octubre de 2021 fue condenado a una pena de 10 años de prisión por el delito de estafa en perjuicio de Gold Dragon Capital Management. La defensa de Fifer usó los recursos legales disponibles, pero en febrero de 2023 se reconfirmó la sentencia. El 1 de diciembre de 2023 se emitió la orden de captura y se mantuvo prófugo hasta el 6 de enero de 2024, cuando fue capturado por autoridades de Costa Rica, luego de haber ingresado por Paso Canoas de manera irregular.